# Yann Aurel Bisseck
Yann Aurel Ludger Bisseck (Colonia, 29 novembre 2000) è un calciatore tedesco, difensore dell'Inter e della nazionale tedesca.

## Caratteristiche tecniche
Difensore dalla stazza imponente e molto dotato atleticamente, è abile con entrambi i piedi (anche se il suo piede preferito è il destro) e nel gioco aereo. Può giocare in tutti i ruoli della difesa, anche se preferisce essere impiegato sulla sinistra in una difesa a 3, e può giocare anche da mediano.

## Carriera

### Club

#### Colonia e prestiti
Cresciuto nel settore giovanile del Colonia, ha esordito in prima squadra il 26 novembre 2017, disputando l'incontro di Bundesliga perso per 0-2 contro l'Hertha Berlino; con questa presenza, è diventato, all'età di 16 anni, il giocatore più giovane ad esordire con la maglia del Colonia. Durante il prestito all'Holstein Kiel subisce un grave infortunio a un piede. Seguono due prestiti, prima al Roda JC, dove colleziona 10 presenze in seconda serie prima della sospensione del campionato per la pandemia di COVID-19, e poi al Vitória Guimarães, dove non riesce a esordire in prima squadra a causa di seri problemi al tendine di un ginocchio.

#### Aarhus
Nel 2021 Bisseck accetta quindi di trasferirsi in prestito all'Aarhus, con cui mette insieme 23 presenze, 3 gol e altrettanti assist; l'anno seguente, quindi, viene riscattato per 650.000 euro. In Danimarca riesce a trovare continuità e a mettersi in mostra, sommando in due stagioni 68 presenze e 6 gol tra campionato, coppa danese e Conference League.

#### Inter

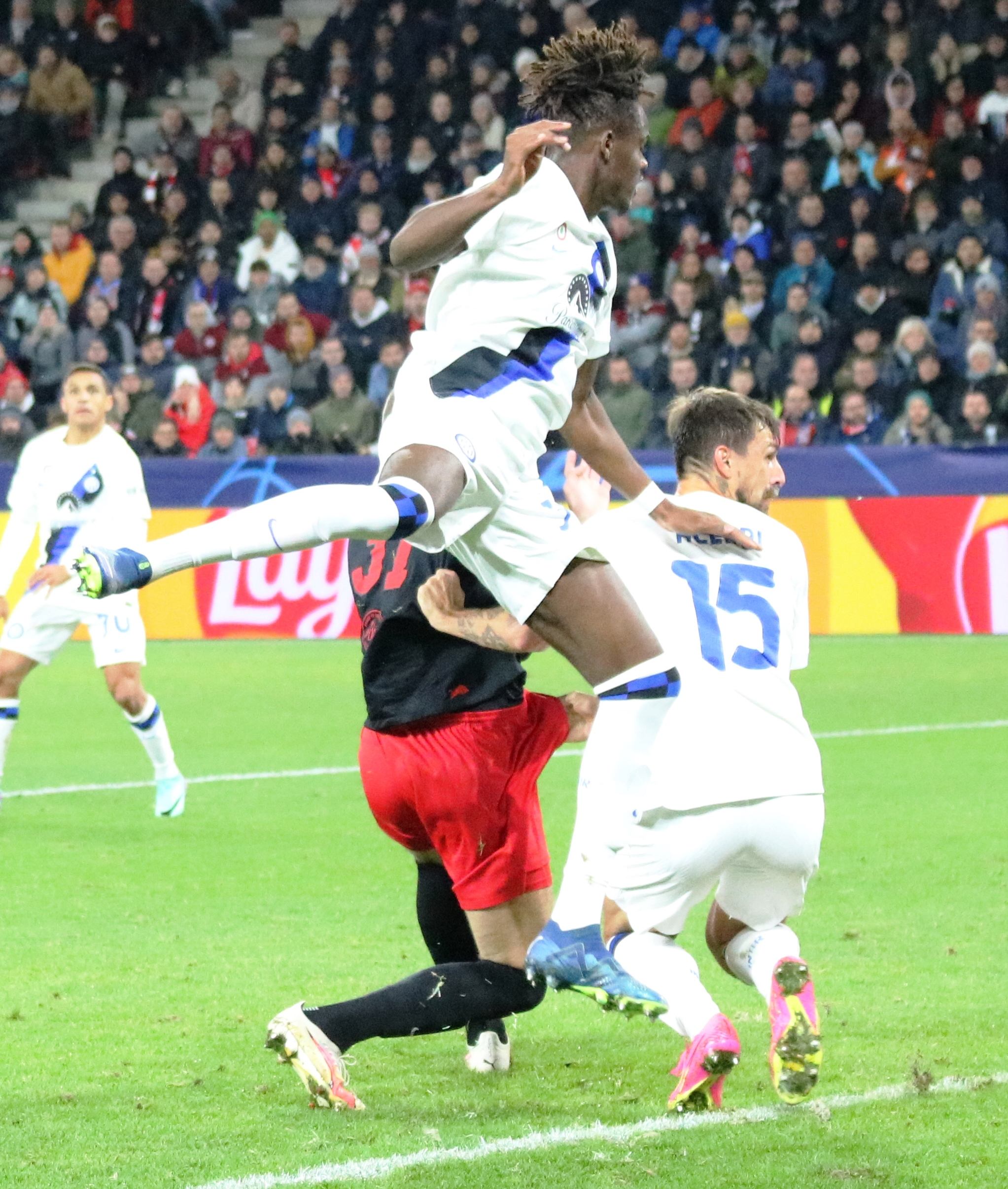
Bisseck in una partita di Champions League contro il nel 2023

Il 12 luglio 2023, Bisseck passa a titolo definitivo all'Inter, in Serie A per circa 7 milioni di euro. Il 19 agosto seguente, fa il suo debutto in nerazzurro, subentrando a Matteo Darmian nella vittoria di campionato contro il Monza (2-0). L'8 novembre dello stesso anno, debutta anche in UEFA Champions League, partendo da titolare nella sfida della fase a gironi contro il Salisburgo, vinta per 1-0. Il 23 dicembre, invece, segna il suo primo goal con la maglia nerazzurra in occasione della sfida di campionato contro il Lecce, vinta per 2-0. Il 22 gennaio 2024, conquista il suo primo trofeo in carriera, la Supercoppa italiana, nella finale vinta per 1-0 contro il Napoli. Va di nuovo a segno in campionato il 9 marzo, decidendo la partita contro il Bologna (1-0). Lungo la sua prima stagione in maglia nerazzurra, colleziona 16 presenze, due reti e un assist in campionato, contribuendo alla vittoria del titolo da parte della squadra guidata da Simone Inzaghi.
L'anno successivo il suo spazio in prima squadra aumenta, guadagnandosi anche il rinnovo di contratto fino al 2029. Il 23 novembre 2024 realizza il gol del 5-0 nella vittoria in trasferta contro il Verona. Il 12 aprile 2025 segna un gol di testa nella vittoria casalinga contro il Cagliari per 3-1.

### Nazionale
Ha giocato nelle nazionali giovanili tedesche Under-17, Under-18 ed Under-19. All'Aarhus attira le attenzioni dell'Under-21, che lo convoca per la prima volta nel marzo del 2022 e lo inserisce nella lista per il campionato europeo di categoria dell'anno seguente. Nel torneo disputa tre partite, tutte da capitano, segnando una rete contro Israele (1-1).
Il 1º ottobre 2024 viene inserito nella lista dei pre-convocati del Camerun, nazionale delle sue origini, per le due gare contro il Kenya dell'11 e del 14 ottobre ma successivamente viene escluso dalla lista definitiva dei convocati.
Il 13 marzo 2025 viene convocato per la prima volta dalla Germania, con cui esordisce in occasione della gara di ritorno dei quarti di finale di Nations League contro l'Italia (3-3), subentrando ad Antonio Rüdiger al minuto 77.

## Statistiche

### Presenze e reti nei club
Statistiche aggiornate al 31 maggio 2025.
| Stagione                | Squadra                 | Campionato              | Campionato | Campionato | Coppe nazionali | Coppe nazionali | Coppe nazionali | Coppe continentali | Coppe continentali | Coppe continentali | Altre coppe | Altre coppe | Altre coppe | Totale | Totale |
| Stagione                | Squadra                 | Comp                    | Pres       | Reti       | Comp            | Pres            | Reti            | Comp               | Pres               | Reti               | Comp        | Pres        | Reti        | Pres   | Reti   |
| ----------------------- | ----------------------- | ----------------------- | ---------- | ---------- | --------------- | --------------- | --------------- | ------------------ | ------------------ | ------------------ | ----------- | ----------- | ----------- | ------ | ------ |
| 2017-2018               | Colonia II              | RL                      | 1          | 0          | -               | -               | -               | -                  | -                  | -                  | -           | -           | -           | 1      | 0      |
| 2018-gen. 2019          | Colonia II              | RL                      | 14         | 2          | -               | -               | -               | -                  | -                  | -                  | -           | -           | -           | 14     | 2      |
| Totale Colonia II       | Totale Colonia II       | Totale Colonia II       | 15         | 2          |                 | -               | -               |                    | -                  | -                  |             | -           | -           | 15     | 2      |
| 2017-2018               | Colonia                 | BL                      | 3          | 0          | CG              | -               | -               | UEL                | -                  | -                  | -           | -           | -           | 3      | 0      |
| gen.-giu. 2019          | Holstein Kiel II        | RL                      | 4          | 0          | -               | -               | -               | -                  | -                  | -                  | -           | -           | -           | 4      | 0      |
| lug.-ago. 2019          | Holstein Kiel II        | RL                      | 1          | 0          | -               | -               | -               | -                  | -                  | -                  | -           | -           | -           | 1      | 0      |
| Totale Holstein Kiel II | Totale Holstein Kiel II | Totale Holstein Kiel II | 5          | 0          |                 | -               | -               |                    | -                  | -                  |             | -           | -           | 5      | 0      |
| gen.-giu. 2019          | Holstein Kiel           | 2L                      | 3          | 0          | CG              | -               | -               | -                  | -                  | -                  | -           | -           | -           | 3      | 0      |
| ago. 2019-2020          | Roda JC                 | EED                     | 10         | 1          | CO              | 0               | 0               | -                  | -                  | -                  | -           | -           | -           | 10     | 1      |
| 2020-2021               | Vitória Guimarães B     | CP                      | 9          | 1          | -               | -               | -               | -                  | -                  | -                  | -           | -           | -           | 9      | 1      |
| 2021-2022               | Aarhus                  | SL                      | 21+9       | 1+0        | CD              | 1               | 0               | UECL               | 2                  | 0                  | -           | -           | -           | 33     | 1      |
| 2022-2023               | Aarhus                  | SL                      | 22+10      | 3+1        | CD              | 3               | 1               | -                  | -                  | -                  | -           | -           | -           | 35     | 5      |
| Totale Aarhus           | Totale Aarhus           | Totale Aarhus           | 62         | 5          |                 | 4               | 1               |                    | 2                  | 0                  |             | -           | -           | 68     | 6      |
| 2023-2024               | Inter                   | A                       | 16         | 2          | CI              | 1               | 0               | UCL                | 3                  | 0                  | SI          | 1           | 0           | 21     | 2      |
| 2024-2025               | Inter                   | A                       | 27         | 3          | CI              | 4               | 0               | UCL                | 13                 | 0                  | SI+Cmc      | 2+0         | 0           | 46     | 3      |
| Totale Inter            | Totale Inter            | Totale Inter            | 43         | 5          |                 | 5               | 0               |                    | 16                 | 0                  |             | 3           | 0           | 67     | 5      |
| Totale carriera         | Totale carriera         | Totale carriera         | 150        | 14         |                 | 9               | 1               |                    | 18                 | 0                  |             | 3           | 0           | 180    | 15     |

### Cronologia presenze e reti in nazionale
| Cronologia completa delle presenze e delle reti in nazionale ― Germania | Cronologia completa delle presenze e delle reti in nazionale ― Germania | Cronologia completa delle presenze e delle reti in nazionale ― Germania | Cronologia completa delle presenze e delle reti in nazionale ― Germania | Cronologia completa delle presenze e delle reti in nazionale ― Germania | Cronologia completa delle presenze e delle reti in nazionale ― Germania | Cronologia completa delle presenze e delle reti in nazionale ― Germania | Cronologia completa delle presenze e delle reti in nazionale ― Germania |
| Data                                                                    | Città                                                                   | In casa                                                                 | Risultato                                                               | Ospiti                                                                  | Competizione                                                            | Reti                                                                    | Note                                                                    |
| ----------------------------------------------------------------------- | ----------------------------------------------------------------------- | ----------------------------------------------------------------------- | ----------------------------------------------------------------------- | ----------------------------------------------------------------------- | ----------------------------------------------------------------------- | ----------------------------------------------------------------------- | ----------------------------------------------------------------------- |
| 23-3-2025                                                               | Dortmund                                                                | Germania                                                                | 3 – 3                                                                   | Italia                                                                  | UEFA Nations League 2024-2025 - Quarti di finale                        | -                                                                       | 77’                                                                     |
| Totale                                                                  |                                                                         | Presenze                                                                | 1                                                                       |                                                                         | Reti                                                                    | 0                                                                       |                                                                         |

| Cronologia completa delle presenze e delle reti in nazionale ― Germania under 21 | Cronologia completa delle presenze e delle reti in nazionale ― Germania under 21 | Cronologia completa delle presenze e delle reti in nazionale ― Germania under 21 | Cronologia completa delle presenze e delle reti in nazionale ― Germania under 21 | Cronologia completa delle presenze e delle reti in nazionale ― Germania under 21 | Cronologia completa delle presenze e delle reti in nazionale ― Germania under 21 | Cronologia completa delle presenze e delle reti in nazionale ― Germania under 21 | Cronologia completa delle presenze e delle reti in nazionale ― Germania under 21 |
| Data                                                                             | Città                                                                            | In casa                                                                          | Risultato                                                                        | Ospiti                                                                           | Competizione                                                                     | Reti                                                                             | Note                                                                             |
| -------------------------------------------------------------------------------- | -------------------------------------------------------------------------------- | -------------------------------------------------------------------------------- | -------------------------------------------------------------------------------- | -------------------------------------------------------------------------------- | -------------------------------------------------------------------------------- | -------------------------------------------------------------------------------- | -------------------------------------------------------------------------------- |
| 6-6-2022                                                                         | Łódź                                                                             | Polonia under 21                                                                 | 1 – 2                                                                            | Germania under 21                                                                | Qual. Europeo Under-21 2023                                                      | -                                                                                | 46’                                                                              |
| 23-9-2022                                                                        | Magdeburgo                                                                       | Germania under 21                                                                | 1 – 2                                                                            | Francia under 21                                                                 | Amichevole                                                                       | -                                                                                |                                                                                  |
| 19-11-2022                                                                       | Ancona                                                                           | Italia under 21                                                                  | 2 – 4                                                                            | Germania under 21                                                                | Amichevole                                                                       | -                                                                                | 60’                                                                              |
| 24-3-2023                                                                        | Francoforte sul Meno                                                             | Germania under 21                                                                | 2 – 2                                                                            | Giappone under 21                                                                | Amichevole                                                                       | -                                                                                |                                                                                  |
| 28-3-2023                                                                        | Sibiu                                                                            | Romania under 21                                                                 | 0 – 0                                                                            | Germania under 21                                                                | Amichevole                                                                       | -                                                                                |                                                                                  |
| 22-6-2023                                                                        | Kutaisi                                                                          | Germania under 21                                                                | 1 – 1                                                                            | Israele under 21                                                                 | Europeo Under-21 2023 - 1º turno                                                 | 1                                                                                | Cap.                                                                             |
| 25-6-2023                                                                        | Batumi                                                                           | Rep. Ceca under 21                                                               | 2 – 1                                                                            | Germania under 21                                                                | Europeo Under-21 2023 - 1º turno                                                 | -                                                                                | Cap.                                                                             |
| 28-6-2023                                                                        | Batumi                                                                           | Inghilterra under 21                                                             | 2 – 0                                                                            | Germania under 21                                                                | Europeo Under-21 2023 - 1º turno                                                 | -                                                                                | Cap.                                                                             |
| Totale                                                                           |                                                                                  | Presenze                                                                         | 8                                                                                |                                                                                  | Reti                                                                             | 1                                                                                |                                                                                  |

## Palmarès

### Club

#### Competizioni nazionali
- Campionato italiano: 1

Inter: 2023-2024
- Supercoppa italiana: 1

Inter: 2023